# American Lesion
American Lesion è il primo album da solista di Greg Graffin, cantante dei Bad Religion. Registrato tra febbraio e luglio del 1997, è uscito il 4 novembre 1997.

## Tracce
Testi e musiche di Greg Graffin.
1. Opinion – 3:14
2. Fate's Cruel Hand – 4:43
3. Predicament – 3:13
4. The Fault Line – 3:03
5. When I Fail – 3:41
6. Cease – 4:33
7. Maybe She Will – 4:28
8. The Elements – 3:50
9. In the Mirror – 2:43
10. Back to Earth – 4:08

Durata totale: 37:36